# ببر سلتیک

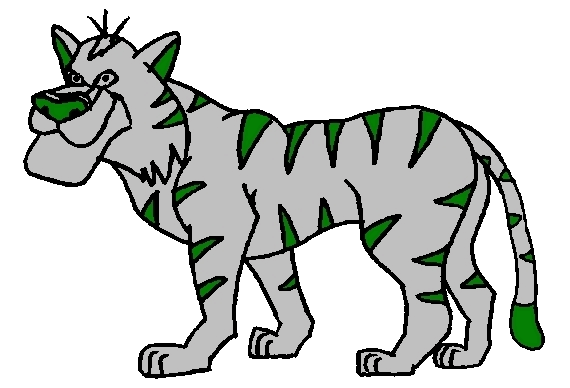
نماد ببر سلتیک

ببر سلتیک (ایرلندی: An Tíogar Ceilteach) عبارتی است که برای اشاره به اقتصاد جمهوری ایرلند از میانهٔ دهه ۱۹۹۰ تا میانهٔ دهه ۲۰۰۰ میلادی به کار می‌رود. در این دوره به علت افزایش سرمایه‌گذاری خارجی، اقتصاد ایرلند شاهد رشد سریع اقتصادی بود. این رونق اقتصادی در نهایت منجر به یک حباب اقتصادی در املاک شد که باعث رکود شدید اقتصادی گشت.
در اوایل دهه ۱۹۹۰، ایرلند در مقایسه با دیگر کشورهای اروپای غربی کشوری فقیر بود. اقتصاد ایرلند بین سالهای ۱۹۹۵ و ۲۰۰۰ با نرخ متوسط ۹٫۴ درصد رشد کرد که دلیل آن را معرفی آموزش عالی رایگان می‌دانند. این رشد اقتصادی سریع تا سال ۲۰۰۸ ادامه یافت. در این سال رکود اقتصاد جهانی باعث توقف رشد اقتصادی ایرلند گشت.
پس از رکود سال ۲۰۰۸ تولید ناخالص داخلی ایرلند ۱۴ درصد کاهش و نرخ بیکار ۱۴ درصد افزایش یافت.